# 川本昭雄
川本 昭雄（かわもと あきお、1927年11月4日 - 2004年2月11日）。首都東京の多くの記念事業による公園造成に関わり、都市計画公園緑地の改定による多摩川をはじめ荒川、江戸川などの河川敷緑地や、急激な宅地化の進んだ地域の丘陵緑地の保全、里山公園の整備、東京湾臨海部の公園整備計画、筑波研究学園都市移転跡地の公園化、東京都の中長期計画による公園緑地整備計画など多くの実績がある。

## 経歴
1951年3月 東京大学農学部農学科卒業。1951年3月 東京都建設局公園緑地部公園観光課採用。
1957年には北村信正(東京都)の肝煎りで発足する「遊び場の研究会」に参加。
1961年 12月.公園緑地部技術課計画第一係長。
1963年-1971年及1973年-1977年、社団法人日本造園学会理事。
1964年 8 月.東京都西部公園緑地事務所井の頭自然文化園管理事務所長、同年4月-1968年3月、東京大学農学部非常勤講師（緑地施工及び管理論）。1966年4月 東京都南部公園緑地事務所工事課長。
1967年7月 建設省都市局に出向し都市計画課長補佐。
1968年12月　東京都建設局公園緑地部都市公園課長、1971年6月同計画課長。
1977年7月　東京都建設局公園緑地部長。
1977年から1981年5月まで、日本造園学会監事。
1978年4月-1991年3月、東京農業大学非常勤講師（造園特論）。
1983年3月、東京都を退職。同年6月-1985年9月、財団法人東京都公園協会常務理事、1985年-1991年12月、同専務理事。都立公園の運営管理一手に、先導的役割を果たす他、東京都緑の図書館開設に尽力。1988年5月-1998年5月、社団法人日本公園緑地協会理事。1996年5月-1999年5月、財団法人東京都慰霊協会理事長。1998年、日本造園学会名誉会員。

## 表彰等
駒沢公園計画で1964年度日本都市計画学会石川賞（設計部門）受賞。1980年第6回日本公園緑地協会北村賞受賞。1993年建設大臣賞都市公園功労賞受賞。

## 著書
- 蘆花恒春園（郷学舎、1981年）
- 隅田公園（郷学舎、1981年）
- 道路緑化の設計・施工（共著、山海堂、1977年）
- 造園技術必携〈1〉造園計画と設計（共著、鹿島出版会、1987年）
- 造園技術必携〈3〉造園施設の設計と施工（共著、鹿島出版会、1995年）
- 祖庭 長岡安平 明治の造園設計家